# Ризаненко, Павел Александрович
Павел Александрович Ризаненко (укр. Павло Олександрович Різаненко; род. 12 июля 1975, село Красиловка, Броварский район, Киевская область) — украинский правозащитник, депутат Верховной Рады Украины VII и VIII созыва.

## Биография
Павел Ризаненко родился 12 июля 1975 года.
В 1992 году окончил среднюю школу № 2 г. Бровары. В этом же году поступил в Киевский торгово-экономический институт на специальность «внешнеэкономическая деятельность предприятий».
В 1994 году по гранту продолжил обучение в Грейсленд колледже (Graceland College, США).
В 1996 году получил диплом бакалавра гуманитарных наук. В этом же году начал работать в украинском подразделении международной аудиторской компании ЗАО «Эрнст энд Янг Украина», сначала аудитором, а с 1998 года — старшим бухгалтером.
С 1999 по 2005 годы работал в инвестиционной компании «Тройка Диалог» (Москва), сначала консультантом, затем заместителем начальника отдела, директора корпоративных финансов управления инвестиционно-банковской деятельности.
С 2005 по 2007 годы — директор управления инвестиционно-банковской деятельности (горно-металлургический сектор) в ООО «Ренессанс Капитал» (Москва).
Избирался депутатом Верховной Рады Украины в 2012 и 2014 годах.
С 2012 года возглавляет Киевскую областную общественную организацию «Громадський Захист Київщини».

## Политическая деятельность
В 2010 году был избран депутатом Броварского городского совета по 20 округу от партии "Сильная Украина" как беспартийный. Был внефракционным депутатом. В 2011 году стал председателем ОО "Прозрачное общество", в 2012 - .ОО "Общественная защита Киевщины".
В 2012 году был избран народным депутатом по тому же округу от партии "УДАР" как беспартийный. Был членом Комитета Верховной Рады по вопросам бюджета, заместителем председателя Специальной контрольной комиссии по вопросам приватизации.
2 февраля 2012 года подвергся нападению со стороны неизвестных лиц, получив повреждения средней тяжести. Событие связывает с оппозиционной депутатской деятельностью. Милиция возбудила уголовное дело по части 1 статьи 296 Уголовного кодекса (хулиганство). Однако, нападающих найдено не было.
Народный депутат 8 созыва, избранный по 97 округу (Киевская область) от "Блока Петра Порошенко" как беспартийный. Заместитель председателя Специальной контрольной комиссии Верховной Рады Украины по вопросам приватизации.
В 2019 году баллотируется в Верховную Раду 9 созыва по 97 округу (Киевская область) от партии "Голос".